# Dům Beseda
Dům Beseda, též znám jako spolkový dům Beseda, Česká beseda či dům Slovanské besedy, se nachází na nároží ulic Jaltská a Dr. Engla v Karlových Varech. Byl postaven z iniciativy lékaře a politika Emanuela Engela v letech 1902–1903 jako české středisko kulturně-osvětové činnosti.
Stavba byla prohlášena kulturní památkou, památkově chráněna je od 3. května 1958, event. 31. prosince 1981, rejstř. č. ÚSKP 20493/4-4127.

## Spolek Slovanská beseda v Karlových Varech
V roce 1881 došlo z iniciativy lázeňských hostů v Karlových Varech k založení vlasteneckého spolku Slovanská beseda. Prvním starostou spolku se stal mladočeský politik a lékař Emanuel Engel. Doktor Engel měl stálé bydliště v Praze, a v Karlových Varech si pronajal byt v domě Lorbeerkranz v Křížové ulici č. 10. Zde se konala setkání spolku a pořádaly se akademie či koncerty. Díky darům sympatizantů byla návštěvníkům k dispozici dobře vybavená knihovna. Tato spolková činnost se nelíbila karlovarským Němcům a akce spolku bývaly často narušovány provokacemi. Útoky byly vedeny především proti sídlu spolku. Zastrašení majitelé domů se obávali dále pronajímat svoje nemovitosti Čechům a spolek proto musel několikrát měnit své působiště. Nakonec došlo k rozhodnutí postavit si vlastní spolkový dům.

## Historie domu

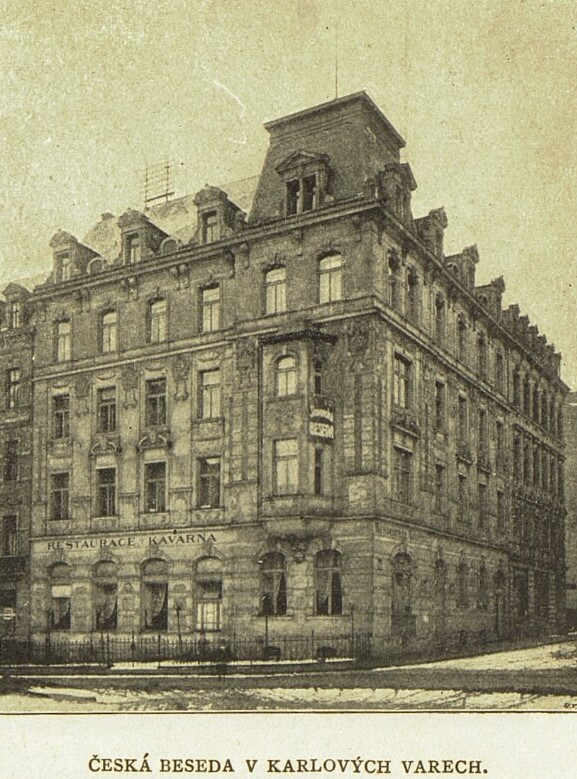
Dům Beseda (Česká beseda) v Karlových Varech, 1908

Kolem roku 1900 zakoupil Emanuel Engel rohovou stavební parcelu mezi ulicemi Lotringerstrasse (dnes Jaltská) a Dr. Payerstrasse (dnes Dr. Engla), tehdy na severozápadním okraji města. Projekt na stavbu vypracoval pražský stavitel Franz Saller. Budova byla projektována jako obytný dům, ev. hotel, s restaurací a pivnicí v přízemí a pivními sklepy v suterénu, a v patrech byly zřízeny pokoje pro hotelové hosty. Stavbu provedl F. Saller. Slavnostní otevření se uskutečnilo dne 13. března 1904.
Dům sloužil svému účelu – české kulturně-osvětové činnosti v Karlových Varech (v období První republiky i jako hotel), po dobu působnosti spolku, tedy až do Mnichovské dohody roku 1938. Poté museli Češi pohraničí opustit.
V roce 1940 byl dům přestavěn na byty pro říšskoněmeckou dráhu.
V současnosti (leden 2021) je objekt bytovým domem v majetku společenství vlastníků jednotek.

## Popis domu
Jedná se o tříposchoďový nárožní obytný dům. Stojí na nároží ulic Jaltská (dříve Lotringerstrasse) a Dr. Engla (dříve Dr. Payerstrasse).
Postaven byl ve stylu pozdní secese. Fasáda je v přízemí hladká, okna mají jednoduše profilované šambrány zakončené na vrchní straně klenákem. Přízemí je odděleno od prvního a druhého patra jednoduchou kordonovou římsou. Okna prvního patra jsou opatřena frontony ve vrcholu s kartuší, plocha mezi horní částí šambrány a frontonem má dekor piniových šišek a girland. Fasádu prvního a druhého patra člení pilastry. Třetí patro odděluje další průběžná jednoduchá kordonová římsa. Okna třetího patra mají vypouklý klenák po stranách s palmetami. Budovu završují mansardová okna. Nároží pokrývá mírně vystupující rizalit zakončený věžovitým hranolovitým střešním útvarem. Na straně Jaltské ulice jsou v rizalitu sdružená okna, do ulice Dr. Engla přes první a druhé patro pak prochází arkýř. Plocha fasády domu je bohatě zdobena motivy girland, piniových šišek, palmet, maskaronů.